# Sint-Michaëlkerk (Berg am Laim)
De rooms-katholieke Sint-Michaëlkerk (Duits: Sankt Michael) bevindt zich in Berg am Laim, in het huidige stadsgebied van München. Het interieur van de kerk is uitgevoerd in Zuid-Duitse rococo.

## Bouwgeschiedenis
De laatbarokke kerk werd samen met een hospice in opdracht van de Keulse prins-bisschop Clemens August tussen 1735 en 1751 bij zijn slot gebouwd als hofkerk. De kerk zou eveneens dienen als kerk voor de huisridderorde van de Heilige Michaël en de Broederschap van de Heilige Aartsengel en Hemelvorst Michaël.
Het ontwerp van de kerk is afkomstig van de Beierse architect Johann Michael Fischer. Het is de enige kerk van de architect die in de stijl van de rococo rijkelijk gedecoreerd werd met rocailles. Waarschijnlijk lag dit aan François de Cuvilliés de Oudere, die bij de bouw als bouwinspecteur optrad.
Met de opheffing van het Keurvorstendom Keulen viel Berg am Laim toe aan Beieren. De hofkerk werd nu parochiekerk. Als gevolg van de secularisatie in Beieren in het begin van de 19e eeuw werd het hospice opgeheven. Vooralsnog bleven de orde en de broederschap echter verder voortbestaan. In 1913 werd Berg am Laim geannexeerd door München. In de nadagen van de Tweede Wereldoorlog werd de kerk op 30 april 1945 door een artillerie voltreffer in het kerkschip sterk beschadigd. Het herstel van de schade vond echter snel plaats. Van 1978 tot 1982 vond een eerste grote restauratie plaats

## Broederschap van de Heilige Aartsengel en Hemelvorst Michaël
De Michaëlsorde werd in 1837 in een orde van verdienste veranderd en in 1918 ten slotte helemaal opgeheven. De broederschap bestaat ook tegenwoordig nog en wordt geleid door een aan de Sint-Michaëlkerk verbonden priester. In de bloeiperiode telde deze broederschap meer dan 100.000 leden. In het begin van de 18e eeuw was het gehele Beierse vorstenhuis aangesloten bij de broederschap. De Keulse keurvorsten Jozes Clemens en Clemens August schreven de adellijke leden van de broederschap in een vorstenboek in, dat deels bewaard bleef en in 1988 opnieuw werd ontdekt. De broederschap heeft vandaag de dag ongeveer 800 leden en maakt een bescheiden bloei door.

## Interieur
In de jaren 1743-1744 voorzag de hofstucwerker en schilder Johann Baptist Zimmermann de kerk van plafondbeschildering en stucwerk. Vermeldenswaard zijn verder:
- het hoogaltaar van Johann Baptist Straub (1767) met het schilderij van de aartsengel Michaël van Johann Andreas Wolff (1694)
- het houtsnijwerk van Ignaz Günther en Johann Baptist Straub
- de kansel (Benedikt Haßler, 1745)
- een beeld van de heilige Rochus (Andreas Faistenberger, 1690)
- de zes zijaltaren
- een 15e-eeuwse crucifix
- Mater dolorosa (18e eeuw)
- de schrijn van Clemens August I van Beieren

## Afbeeldingen

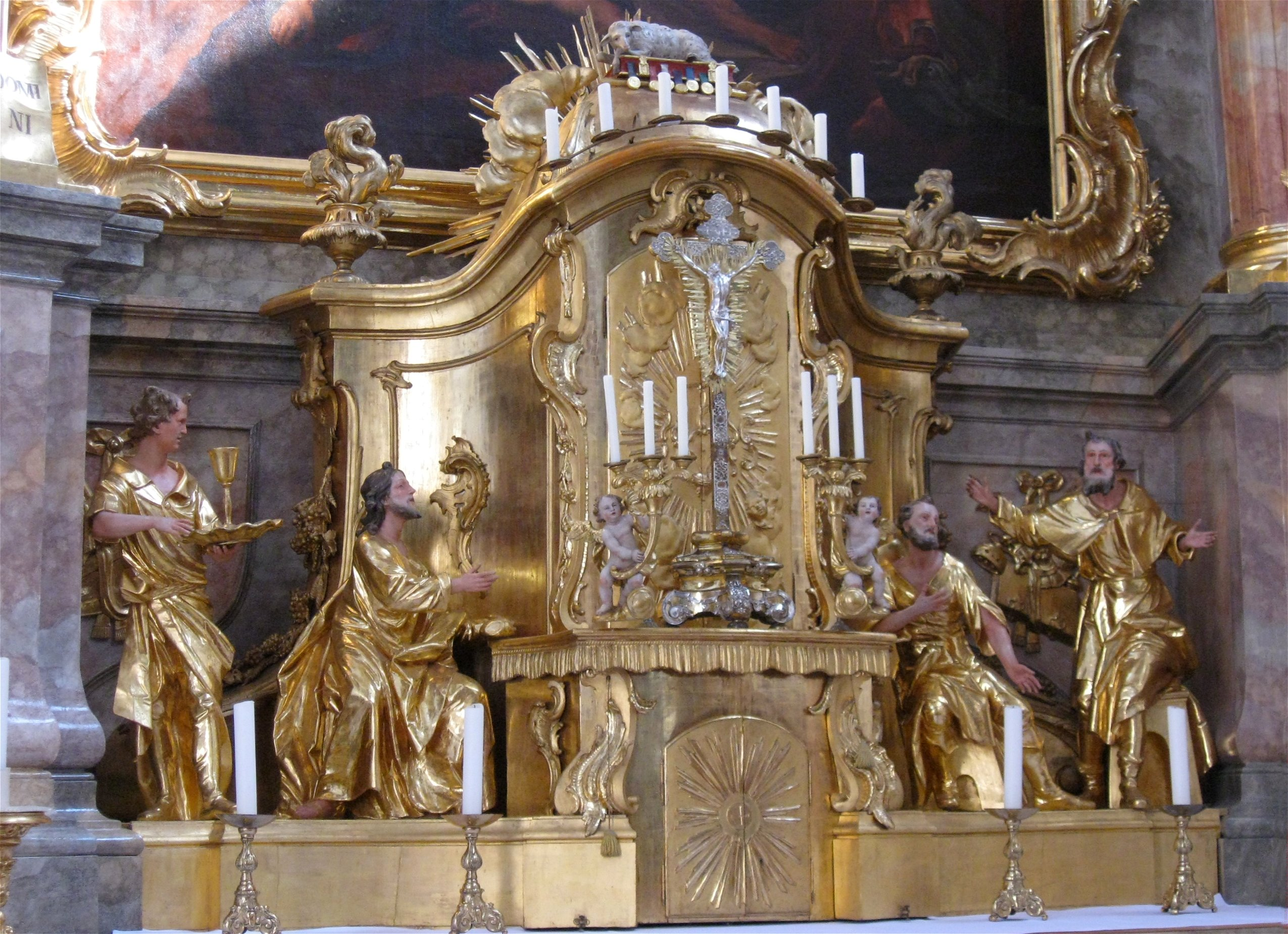
Tabernakel, verguld met bladgoud
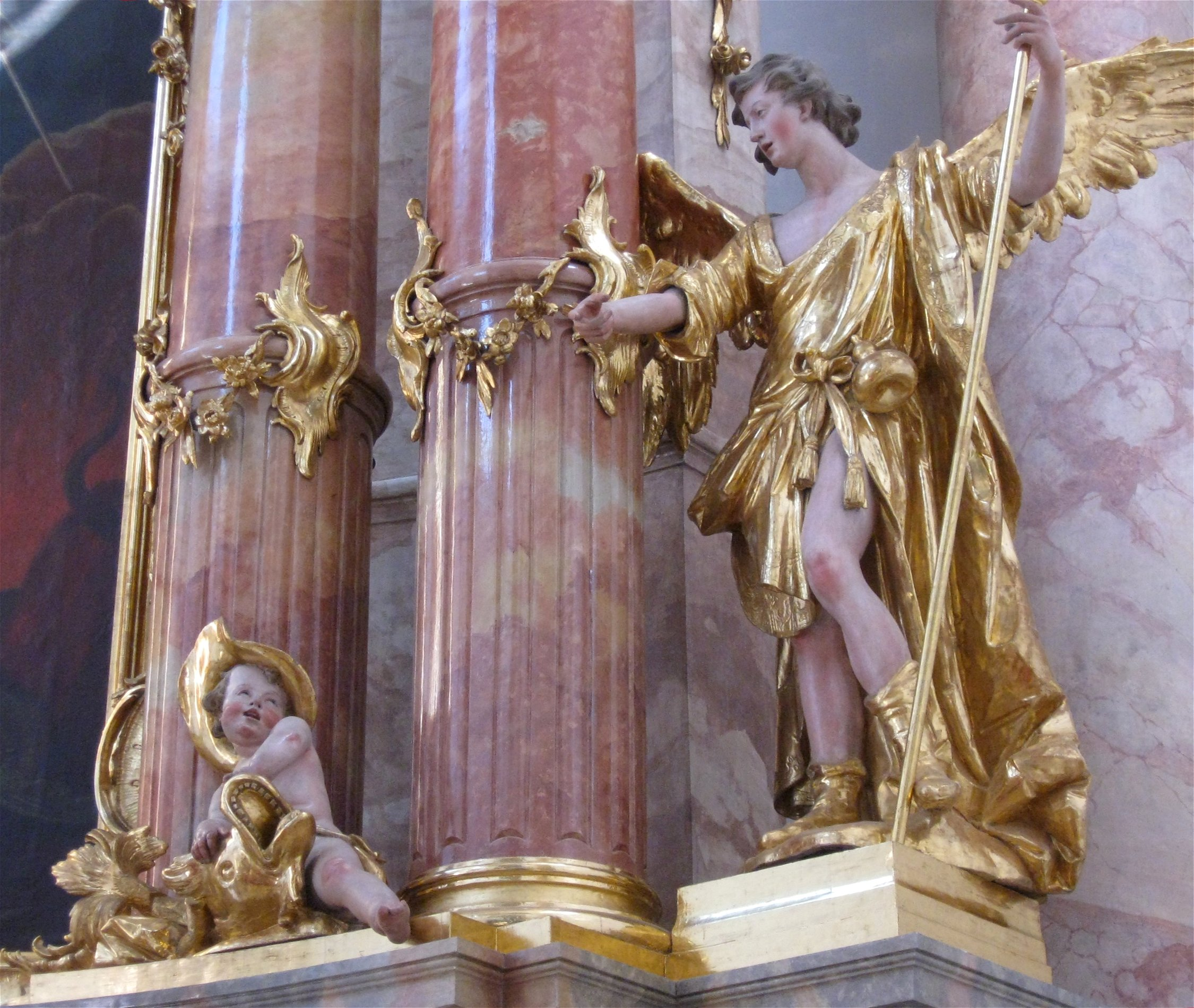
Beeld aartsengel Rafaël
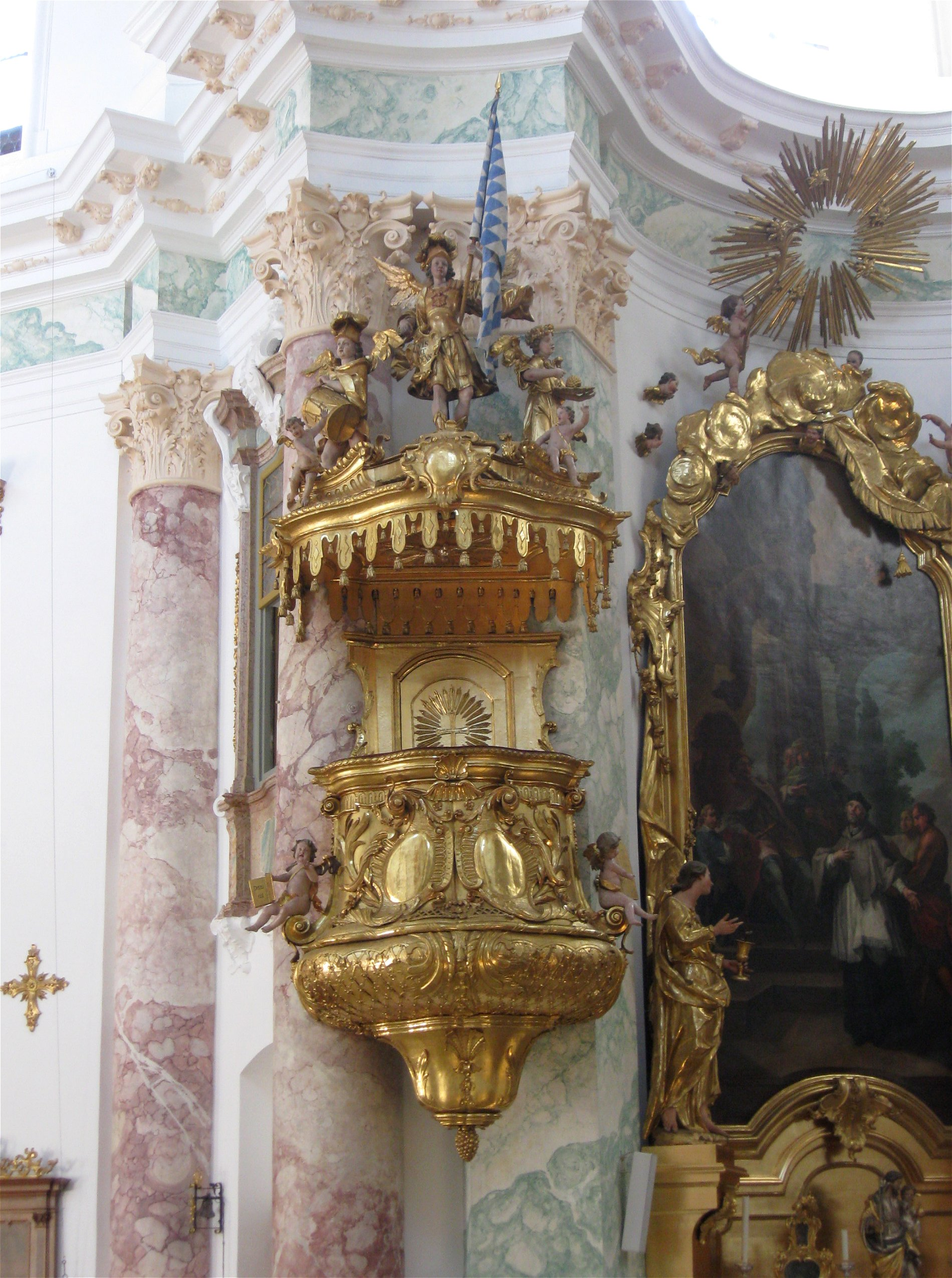
preekstoel
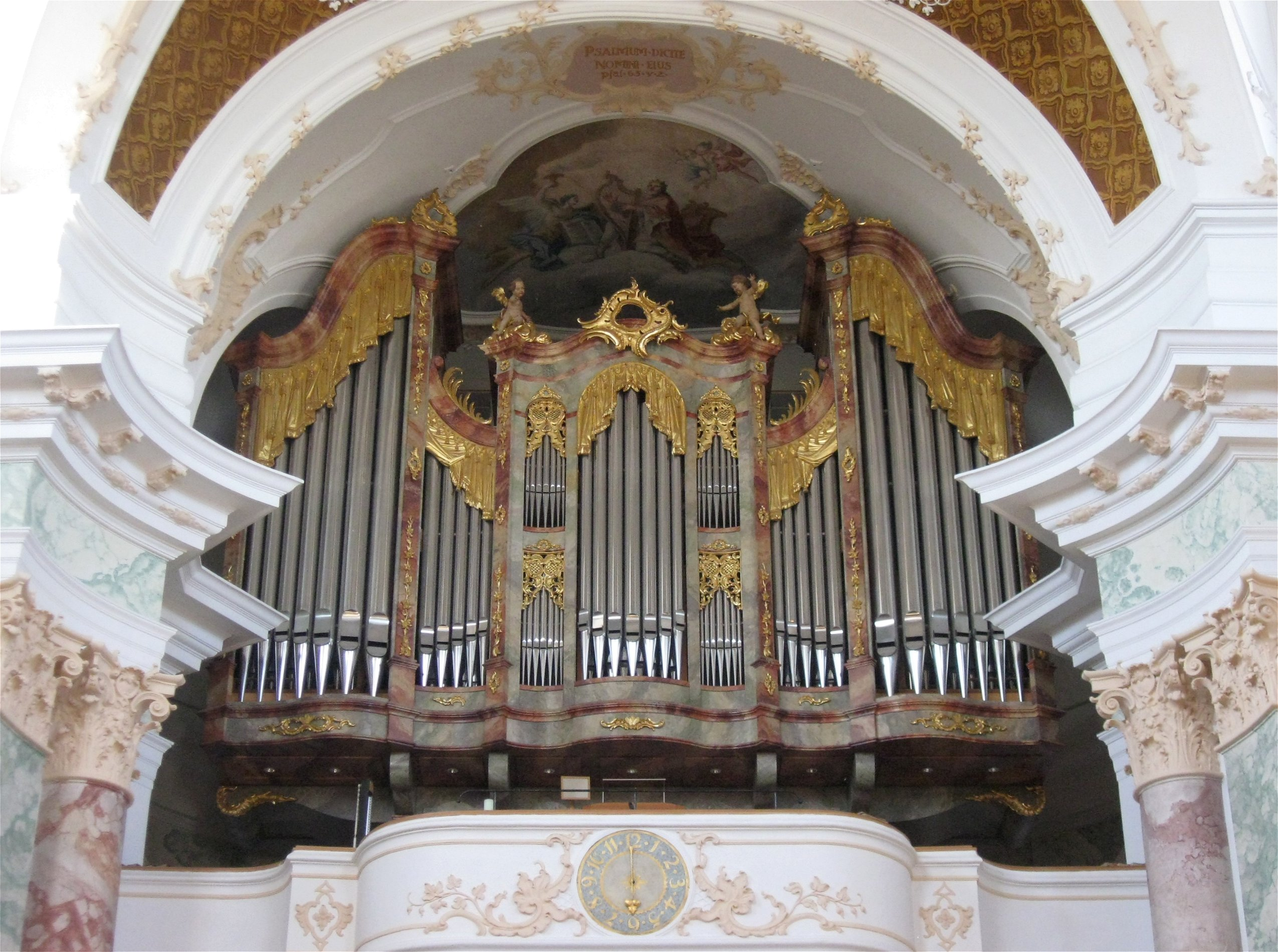
Orgel
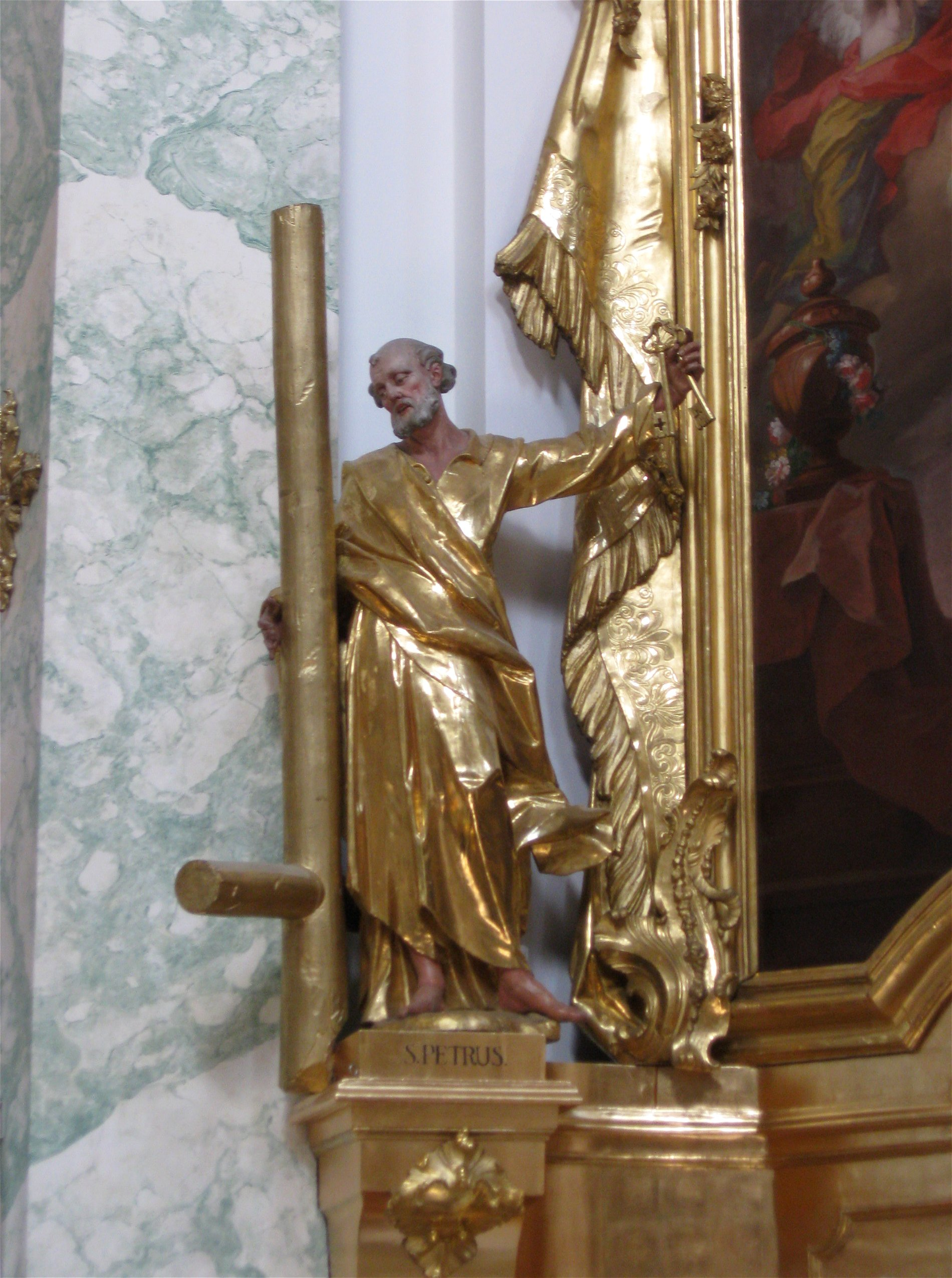
Beeld Sint-Petrus